# Gyenesdiás
Gyenesdiás é uma vila da Hungria, situada no condado de Zala. Tem 18,5 km² de área e sua população em 2019 foi estimada em 3.650 habitantes.